# Детектив Полін
«Детектив Полін» (фр. Pauline détective) — французька кримінальна комедія 2012 року режисера Марка Фітуссі. Створена кіностудією «Haut et Court» спільно з компанією «Studio 37».

## Синопсис
Головна героїня — головний редактор журналу «Новий детектив». На черговому прийомі психолога Полін розуміє, що життя прекрасне, але її кидає кохана людина. Сестра робить спробу підтримати її у скрутну хвилину і їде з Полін до італійської Рив'єри та відпочинок репортера у депресії повільно перетворюється у грандіозне розслідування.

## У ролях
| Актор                | Роль                         |
| -------------------- | ---------------------------- |
| Сандрін Кіберлен     | Полін                        |
| Одрі Ламі            | Жанна, сестра Поліни         |
| Антуан Чаппі         | Вілфред Фейяр, чоловік Жанни |
| Клаудіо Сантамарія   | Сімон                        |
| Мішель Моретті       | Ізабель                      |
| Анн Бенуа            | Марівон                      |
| Сабріна Імпаччіаторе | Джованна                     |
| Владімір Йорданов    | Домінік, директор готелю     |
| Ален Лібольт         | психоаналітик                |
| Джорджія Сінікорні   | Вероніка                     |
| Енріко Ді Джованні   | Фіорентіно                   |
| Елі Лісон            | чоловік Марівон              |

## Саундтрек
| Пісня               | Слова                            | Виконавець        |
| ------------------- | -------------------------------- | ----------------- |
| Shout to the Top    | Поль Веллер                      | The Style Council |
| D.I.S.C.O.          | Даніель Вангар і Жан Клюгер      | Ottawan           |
| Una donna nel mondo | Ніно Оліверо і Рікардо Паззаглія | Ніко Фіденсо      |

## Участь у кінофестивалях
- Бельгія. Міжнародний фестиваль франкофонних фільмів у Намюре — 30 вересня 2012 року.
- Флорентійский кінофестиваль французьких фільмів — 2012 рік
- 4-й кінофестиваль «My French Film Festival Com» — 2014 рік

## Дати релізу
| Країна  | Дата          |
| ------- | ------------- |
| Бельгія | 3 жовтня 2012 |
| Франція | 3 жовтня 2012 |
| Японія  | 2 січня 2012  |

Вихід на DVD і Blu-Ray: 12 лютого 2013 року